# 東亜優
東 亜優（ひがし あゆ、1990年9月21日 - ）は、日本の女優。和歌山県橋本市出身。Breath所属。

## 略歴・人物
2004年、第29回「ホリプロタレントスカウトキャラバン」の審査員特別賞を受賞し芸能界入り。
2009年、日出高等学校
2013年、立教大学法学部政治学科卒業。同年、Breathに移籍。
趣味は読書。特技はギター。中学時代英語部に所属。

## 出演

### テレビドラマ
- ディビジョン1 ステージ13 15歳のブルース（2005年、フジテレビ） - 森山咲枝 役
- 吾輩は主婦である（2006年、TBS） - 矢名まゆみ 役
- 私は貝になりたい（2007年、日本テレビ） - 加藤美地子 役
- 鹿男あをによし（2008年、フジテレビ） - 吉野綾 役
- ヤスコとケンジ（2008年、日本テレビ） - 亜紀 役
- ダンディ・ダディ?〜恋愛小説家・伊崎龍之介〜 第1話（2009年7月9日、テレビ朝日）
- その男、副署長3 第8話（2009年12月3日、テレビ朝日） - 矢田春子 役
- 桜蘭高校ホスト部（2011年7月 - 9月、TBS） - 南條秋奈 役
- Piece 第1話（2012年10月6日、日本テレビ）
- オトナグリム「グッド・モーニング ～女性についての一篇～」（2014年3月14日、フジテレビ）
- 仮面ライダードライブ 第18・19話（2015年2月15日・22日、テレビ朝日） - 岡島秋絵 役
- 咲-Saki-阿知賀編 episode of side-A（2017年12月 - 2018年1月、MBS・TBS） - 小鍛治健夜 役
- 刑事7人 Season6（2020年） - 秋山真美 役
- 特捜9 Season5 第10話（2022年6月8日、テレビ朝日） - 白河桜子 役

### 映画
- 海と夕陽と彼女の涙 ストロベリーフィールズ（2006年、太田隆文監督） - 美香 役
- トカゲ飛んだ?（2006年、磯村一路監督） - 主演・珠子 役
- 赤い文化住宅の初子（2007年、タナダユキ監督） - 主演・初子 役
- 16（2007年、奥原浩志監督） - 主演・サキ 役
- 君に届け（2010年、熊澤尚人監督）
- 桜蘭高校ホスト部（2012年、韓哲監督） - 南條秋奈 役
- 武蔵野線の姉妹（2012年、山本淳一監督） - 河野凛 役
- 凍牌＜劇場版＞（2013年、小沼雄一監督） - 桂木優 役
- SNS（2013年、照屋年之監督）
- スカーレットによろしく（2013年、倉本雷太監督）
- 少女たちよ（2013年、倉本雷太監督）
- 真・兎 野性の闘牌（2013年、小沼雄一監督） - 加藤優子 役
- ねこにみかん（2014年、戸田彬弘監督） - 児玉由美 役
- 1/11 じゅういちぶんのいち（2014年、片岡翔監督） - 小田麻綾 役
- 神様の言うとおり（2014年、三池崇史監督）
- カニを喰べる（2015年、毛利安孝監督）
- 咲-Saki-阿知賀編 episode of side-A（2018年1月20日公開、ティ・ジョイ） - 小鍛治健夜 役
- 狂える世界のためのレクイエム（2018年2月17日公開、太田慶監督） - 千明 役
- 仮面ライダーシリーズ - 泉七羽 役
  - 劇場版 仮面ライダーアマゾンズ Season1 覚醒（2018年）[3]※後述のAmazonプライム・ビデオ作品の劇場用総集編
  - 劇場版 仮面ライダーアマゾンズ Season2 輪廻（2018年）[4]※後述のAmazonプライム・ビデオ作品の劇場用総集編
  - 仮面ライダーアマゾンズ THE MOVIE 最後ノ審判（2018年5月19日公開、石田秀範監督）[5]
- 岡野教授の高校協奏譚（2024年6月28日公開、今野恭成監督） - 遠山滝江 役[6]

### 舞台
- 世界のどこにでもある、場所（2010年8月4日 - 11日、下北沢 駅前劇場）
- そのとき橋には誰にもいなかった（2010年11月6日 - 14日、アサヒ・アートスクエア）
- トーキョービッチ，アイラブユー（2011年12月7日 - 11日、サンモールスタジオ） - 主演
- コーヒープリンス1号店（2012年4月13日 - 21日、青山劇場 / 5月10日 - 13日、森ノ宮ピロティホール）
- ポチッとな。-Switching On Summer-（2012年7月4日・5日・7日、俳優座劇場 / 7月14日・16日、相鉄本多劇場）
- コミックス☆ GO GO（2012年8月17日 - 26日、俳優座劇場）

### ウェブドラマ
- 携帯ドラマ「最恐ダーリン」（2009年） - 主演・葉山ルカ 役
- 仮面ライダーアマゾンズ（Amazonプライム・ビデオ） - 泉七羽 役
  - シーズン1（2016年）[7]
  - シーズン2（2017年）[8][9]
- 今際の国のアリス（2020年12月10日、Netflix） - マイ 役

### CM
- ケンタッキーフライドチキン クリスマスパック「仲間たちのクリスマス」篇（2008年12月10日 - ）
- ユニリーバ「Axe」（2011年）
- FANCL 洗顔パウダー「素肌美洗顔」篇（2014年）
- 日本生命「人生列車 約束篇」（2015年）
- UNIQLO ギフトカード「敬老のお祝いに」篇（2016年）
- 桐灰化学 あずきのチカラ「働き過ぎた目に」篇 （2015年 - 2022年）